# Identités liées aux sommes de diviseurs
 (février 2020).
Cet article liste les identités nouvelles, intéressantes et utiles liées aux sommes de diviseurs apparaissant en théorie des nombres, c'est-à-dire les sommes d'une fonction arithmétique indexées par les diviseurs d'un nombre naturel {\displaystyle n}, ou de manière équivalente, la convolution de Dirichlet d'une fonction arithmétique {\displaystyle f(n)} avec la fonction suivante : 
{\displaystyle g(n):=\sum _{d\mid n}f(d).}
Ces identités incluent des applications à des sommes d'une fonction arithmétique indexées seulement sur les diviseurs premiers propres de {\displaystyle n}. Nous définissons également des variantes périodiques de ces sommes de diviseur par rapport au plus grand commun diviseur sous la forme 
{\displaystyle g_{m}(n):=\sum _{d\mid (m,n)}f(d),\ 1\leq m\leq n}
Des relations d'inversion bien connues qui permettent d'exprimer la fonction {\displaystyle f(n)} en fonction de {\displaystyle g(n)} sont fournis par la formule d'inversion de Möbius. Naturellement, certains des exemples les plus intéressants de telles identités résultent de l'étude de fonctions sommatoires d'ordre moyen d'une fonction arithmétique {\displaystyle f(n)} définie comme étant la somme des diviseurs d'une autre fonction arithmétique {\displaystyle g(n)}. Des exemples particuliers de sommes de diviseurs, impliquant des fonctions arithmétiques spéciales et des convolutions de Dirichlet spéciales de fonctions arithmétiques, peuvent être trouvées sur les pages dédiées à la fonction arithmétique, la convolution de Dirichlet, l'indicatrice d'Euler et la somme de Ramanujan. 

## Identités liées à des sommes d'ordre moyen

### Identités d'échange (d'ordre) de sommation
Les identités suivantes sont la principale motivation pour créer cette page de sujets. Ces identités ne semblent pas bien être connues, ou du moins bien documentées, et sont des outils extrêmement utiles à avoir sous la main dans certaines applications. Dans ce qui suit, on suppose {\displaystyle f,g,h,u,v:\mathbb {N} \rightarrow \mathbb {C} } sont des fonctions arithmétiques données et que {\displaystyle G(x):=\sum _{n\leq x}g(n)} est la fonction sommatoire de {\displaystyle g(n)}. Un cas spécial plus courant de la première sommation ci-dessous est référencé sur la page "ordre moyen d'une fonction arithmétique". 
1. {\displaystyle \sum _{n=1}^{x}v(n)\sum _{d\mid n}h(d)u\left({\frac {n}{d}}\right)=\sum _{n=1}^{x}h(n)\sum _{k=1}^{\left\lfloor {\frac {x}{n}}\right\rfloor }u(k)v(nk)}
2. {\displaystyle {\begin{aligned}\sum _{n=1}^{x}f(n)\sum _{d\mid n}g\left({\frac {n}{d}}\right)&=\sum _{n=1}^{x}f(n)G\left(\left\lfloor {\frac {x}{n}}\right\rfloor \right)=\sum _{i=1}^{x}\left(\sum _{\left\lceil {\frac {x+1}{i+1}}\right\rceil \leq n\leq \left\lfloor {\frac {x-1}{i}}\right\rfloor }f(n)\right)G(i)+\sum _{d\mid x}G(d)f\left({\frac {x}{d}}\right)\end{aligned}}}
3. {\displaystyle \sum _{d=1}^{x}f(d)\left(\sum _{r\mid (d,x)}g(r)h\left({\frac {d}{r}}\right)\right)=\sum _{r\mid x}g(r)\left(\sum _{1\leq d\leq x/r}h(d)f(rd)\right)}
4. {\displaystyle \sum _{m=1}^{x}\left(\sum _{d\mid (m,x)}f(d)g\left({\frac {x}{d}}\right)\right)=\sum _{d\mid x}f(d)g\left({\frac {x}{d}}\right)\cdot {\frac {x}{d}}}
5. {\displaystyle \sum _{m=1}^{x}\left(\sum _{d\mid (m,x)}f(d)g\left({\frac {x}{d}}\right)\right)t^{m}=(t^{x}-1)\cdot \sum _{d\mid x}{\frac {t^{d}f(d)}{t^{d}-1}}g\left({\frac {x}{d}}\right)}

Ces identités ne sont pas difficiles à prouver et constituent un exercice de manipulation standard d'inversion série-somme de diviseurs. Par conséquent, nous omettons leurs preuves ici. 

### La méthode de convolution
La méthode de convolution est une technique générale d'estimation des sommes d'ordre moyen de la forme 
{\displaystyle \sum _{n\leq x}f(n)\qquad {\text{ ou }}\qquad \sum _{\stackrel {q\leq x}{q{\text{ sans carré}}}}f(q),}
où la fonction multiplicative f peut être écrite comme un produit de convolution sous la forme {\displaystyle f(n)=(u\ast v)(n)} pour des fonctions arithmétiques u et v  bien choisies.

## Sommes périodiques de diviseurs
Une fonction arithmétique est périodique modulo k, ou k-périodique, si {\displaystyle f(n+k)=f(n)} pour tous {\displaystyle n\in \mathbb {N} }. Des exemples de fonctions k-périodiques sont les caractères de Dirichlet {\displaystyle f(n)=\chi (n)} modulo k et la fonction plus grand commun diviseur {\displaystyle f(n)=(n,k)}. On sait que chaque fonction arithmétique k-périodique possède une représentation en série de Fourier (discrète finie) de la forme 
{\displaystyle f(n)=\sum _{m=1}^{k}a_{k}(m)e\left({\frac {mn}{k}}\right),}
où les coefficients de Fourier {\displaystyle a_{k}(m)} définis par l'équation suivante sont également k-périodiques : 
{\displaystyle a_{k}(m)={\frac {1}{k}}\sum _{n=1}^{k}f(n)e\left(-{\frac {mn}{k}}\right).}
On s'intéresse aux "fonctions diviseurs" k-périodiques suivantes : 
{\displaystyle s_{k}(n):=\sum _{d\mid (n,k)}f(d)g\left({\frac {k}{d}}\right)=\sum _{m=1}^{k}a_{k}(m)e\left({\frac {mn}{k}}\right).}
On sait que les coefficients de Fourier de ces sommes de diviseurs sont données par la formule 
{\displaystyle a_{k}(m)=\sum _{d\mid (m,k)}g(d)f\left({\frac {k}{d}}\right){\frac {d}{k}}.}

### Transformées de Fourier du PGCD
On peut également exprimer les coefficients de Fourier, dans l'équation immédiatement ci-dessus, en termes de transformée de Fourier de toute fonction h prenant ses valeurs sur l'ensemble des {\displaystyle \operatorname {pgcd} (n,k)} en utilisant le résultat suivant, où {\displaystyle c_{q}(n)} est une somme de Ramanujan (cf. Transformée de Fourier de la fonction indicatrice d'Euler ): 
{\displaystyle F_{h}(m,n)=\sum _{k=1}^{n}h((k,n))e\left(-{\frac {km}{n}}\right)=(h\ast c_{\bullet }(m))(n).}
Ainsi, en combinant les résultats ci-dessus, nous obtenons que 
{\displaystyle a_{k}(m)=\sum _{d\mid (m,k)}g(d)f\left({\frac {k}{d}}\right){\frac {d}{k}}=\sum _{d\mid k}\sum _{r\mid d}f(r)g(d)c_{\frac {d}{r}}(m).}

## Somme sur les diviseurs premiers
Soit {\displaystyle a(n)} la fonction caractéristique des nombres premiers, c'est-à-dire {\displaystyle a(n)=1} si et seulement si {\displaystyle n} est premier et vaut zéro sinon. Alors, comme cas particulier de la première identité dans l'équation (1) dans la section à propos de l'échange (d'ordre) de sommation ci-dessus, on peut exprimer les sommes d'ordre moyen 
{\displaystyle \sum _{n=1}^{x}\sum _{p\mid n \atop p{\text{ premier}}}f(p)=\sum _{p=1}^{x}a(p)f(p)\left\lfloor {\frac {x}{p}}\right\rfloor =\sum _{p=1 \atop p{\text{ premier}}}^{x}f(p)\left\lfloor {\frac {x}{p}}\right\rfloor .}
Il existe également une formule intégrale basée sur la formule sommatoire d'Abel pour les sommes de la forme 
{\displaystyle \sum _{p=1 \atop p{\text{ premier}}}^{x}f(p)=\pi (x)f(x)-\int _{2}^{x}\pi (t)f^{\prime }(t)\mathrm {d} t\approx {\frac {xf(x)}{\ln x}}-\int _{2}^{x}{\frac {t}{\ln t}}f^{\prime }(t)\mathrm {d} t,}
où {\displaystyle \pi (x)\sim {\frac {x}{\ln x}}} désigne la fonction de compte des nombres premiers. En général, on suppose ici l'hypothèse que la fonction f est continue et dérivable.

## Autres identités de somme de diviseurs
Nous avons les formules de somme des diviseurs suivantes pour f toute fonction arithmétique et g complètement multiplicative où {\displaystyle \varphi (n)} est la fonction indicatrice d'Euler et {\displaystyle \mu (n)} est la fonction de Möbius, : 
1. {\displaystyle \sum _{d\mid n}f(d)\varphi \left({\frac {n}{d}}\right)=\sum _{k=1}^{n}f(\operatorname {gcd} (n,k))}
2. {\displaystyle \sum _{d\mid n}\mu (d)f(d)=\prod _{p\mid n \atop p{\text{ premier}}}(1-f(p))}
3. {\displaystyle f(m)f(n)=\sum _{d\mid (m,n)}g(d)f\left({\frac {mn}{d^{2}}}\right).}
4. Si f est complètement multiplicative, la multiplication ponctuelle {\displaystyle \cdot } avec une convolution de Dirichlet donne {\displaystyle f\cdot (g\ast h)=(f\cdot g)\ast (f\cdot h)} .
5. {\displaystyle \sum _{d^{k}\mid n}\mu (d)={\begin{cases}0,&{\text{ si }}m^{k}\mid n{\text{ pour }}m>1;\\1,&{\text{sinon}}\end{cases}}}
6. Si {\displaystyle m\geq 1} et n a plus de m facteurs premiers distincts (en), alors {\displaystyle \sum _{d\mid n}\mu (d)\log ^{m}(d)=0.}

## Inverse d'une fonction arithmétique pour le produit de Dirichlet
On adopte la notation {\displaystyle \varepsilon (n)=\delta _{n,1}} désignant l'identité multiplicative de la convolution de Dirichlet de sorte que {\displaystyle (\varepsilon \ast f)(n)=(f\ast \varepsilon )(n)=f(n)} pour toute fonction arithmétique f et {\displaystyle n\geq 1} . L'inverse d'une fonction arithmétique f (pour le produit de Dirichlet) satisfait {\displaystyle (f\ast f^{-1})(n)=(f^{-1}\ast f)(n)=\varepsilon (n)} pour tout {\displaystyle n\geq 1}. Il existe une formule de convolution récursive bien connue pour calculer l'inverse {\displaystyle f^{-1}(n)} d'une fonction f donnée sous la forme
{\displaystyle f^{-1}(n)={\begin{cases}{\frac {1}{f(1)}},&{\text{ si }}n=1;\\[3pt]-{\frac {1}{f(1)}}\sum \limits _{d\mid n \atop d>1}f(d)f^{-1}\left({\frac {n}{d}}\right),&{\text{ si }}n>1.\end{cases}}}
Pour une fonction fixée f, considérons la fonction {\displaystyle f_{\pm }(n):=(-1)^{\delta _{n,1}}f(n)={\begin{cases}-f(1),&{\text{ si }}n=1;\\f(n),&{\text{ si }}n>1\end{cases}}}
Ensuite, on définit deux produits de convolution multiples (ou imbriquées) suivants pour toute fonction arithmétique fixée f : 
{\displaystyle {\begin{aligned}{\widetilde {\operatorname {ds} }}_{j,f}(n)&:=\underbrace {\left(f_{\pm }\ast f\ast \cdots \ast f\right)} _{j{\text{ times}}}(n)\\\operatorname {ds} _{j,f}(n)&:={\begin{cases}f_{\pm }(n),&{\text{ si }}j=1;\\[3pt]\sum \limits _{d\mid n \atop d>1}f(d)\operatorname {ds} _{j-1,f}(n/d),&{\text{ si }}j>1.\end{cases}}\end{aligned}}}
La fonction {\displaystyle D_{f}(n)}, définie ci-dessous, est étroitement liée à l'inverse d'une fonction arbitraire f . 
{\displaystyle D_{f}(n):=\sum _{j=1}^{n}\operatorname {ds} _{2j,f}(n)=\sum _{m=1}^{\left\lfloor {\frac {n}{2}}\right\rfloor }\sum _{i=0}^{2m-1}{\binom {2m-1}{i}}(-1)^{i+1}{\widetilde {\operatorname {ds} }}_{i+1,f}(n)}
En particulier, on peut prouver que 
{\displaystyle f^{-1}(n)=\left(D+{\frac {\varepsilon }{f(1)}}\right)(n).}
Un tableau des valeurs de {\displaystyle D_{f}(n)} pour {\displaystyle 2\leq n\leq 16} apparaît ci-dessous. Ce tableau précise la signification et l'interprétation de cette fonction comme étant la somme signée de toutes les k -convolutions multiples possibles de la fonction f avec elle-même. 
| n | {\displaystyle D_{f}(n)}                               | n  | {\displaystyle D_{f}(n)}                                                            | n  | {\displaystyle D_{f}(n)} |
| - | ------------------------------------------------------ | -- | ----------------------------------------------------------------------------------- | -- | --- |
| 2 | {\displaystyle -{\frac {f(2)}{f(1)^{2}}}}              | 7  | {\displaystyle -{\frac {f(7)}{f(1)^{2}}}}                                           | 12 | {\displaystyle {\frac {2f(3)f(4)+2f(2)f(6)-f(1)f(12)}{f(1)^{3}}}-{\frac {3f(2)^{2}f(3)}{f(1)^{4}}}}                                             |
| 3 | {\displaystyle -{\frac {f(3)}{f(1)^{2}}}}              | 8  | {\displaystyle {\frac {2f(2)f(4)-f(1)f(8)}{f(1)^{3}}}-{\frac {f(2)^{3}}{f(1)^{4}}}} | 13 | {\displaystyle -{\frac {f(13)}{f(1)^{2}}}} |
| 4 | {\displaystyle {\frac {f(2)^{2}-f(1)f(4)}{f(1)^{3}}}}  | 9  | {\displaystyle {\frac {f(3)^{2}-f(1)f(9)}{f(1)^{3}}}}                               | 14 | {\displaystyle {\frac {2f(2)f(7)-f(1)f(14)}{f(1)^{3}}}}                                                                                         |
| 5 | {\displaystyle -{\frac {f(5)}{f(1)^{2}}}}              | 10 | {\displaystyle {\frac {2f(2)f(5)-f(1)f(10)}{f(1)^{3}}}}                             | 15 | {\displaystyle {\frac {2f(3)f(5)-f(1)f(15)}{f(1)^{3}}}}                                                                                         |
| 6 | {\displaystyle {\frac {2f(2)f(3)-f(1)f(6)}{f(1)^{3}}}} | 11 | {\displaystyle -{\frac {f(11)}{f(1)^{2}}}}                                          | 16 | {\displaystyle {\frac {f(2)^{4}}{f(1)^{5}}}-{\frac {3f(4)f(2)^{2}}{f(1)^{4}}}+{\frac {f(4)^{2}+2f(2)f(8)}{f(1)^{3}}}-{\frac {f(16)}{f(1)^{2}}}} |

Soit {\displaystyle p_{k}(n):=p(n-k)} où p est la fonction de partition (en). Il existe une autre expression pour l'inverse donnée en fonction des fonctions ci-dessus et des coefficients du q-symbole de Pochhammer pour {\displaystyle n>1} donné par 
{\displaystyle f^{-1}(n)=\sum _{k=1}^{n}\left[(p_{k}\ast \mu )(n)+(p_{k}\ast D_{f}\ast \mu )(n)\right]\times [q^{k-1}]{\frac {(q;q)_{\infty }}{1-q}}.}